# Hootie & the Blowfish
Hootie & the Blowfish es una banda norteamericana que gozó de gran popularidad en la segunda mitad de la década del noventa del siglo pasado. Fue conformada en 1986 en la Universidad de Carolina del Sur por Darius Rucker, Dean Felber, Jim Sonefeld y Mark Bryan. Han grabado siete álbumes de estudio hasta la fecha, y han colocado dieciséis sencillos en varias listas de sencillos de la Billboard. Su álbum debut, Cracked Rear View se convirtió en el disco más vendido en 1995. Certificado platino en dieciséis ocasiones, es considerado uno de los mejores discos de la historia, según la prensa especializada estadounidense. Actualmente ocupa el puesto 30 en la lista de los álbumes más vendidos de la historia y el séptimo puesto en la lista de los discos de rock más vendidos en la historia de Estados Unidos.

## Historia
Hootie & the Blowfish fue formada en 1986. Los integrantes del cuarteto se conocieron cuando cursaban primer año en la Universidad de Carolina del Sur, en Columbia. Mark Bryan escuchó cantar a Darius Rucker en las duchas del dormitorio que compartían y quedó impresionado con sus aptitudes vocales. Juntos comenzaron a realizar covers bajo el nombre de The Wolf Brothers, hasta que se asociaron con Felber, un antiguo compañero de Bryan que tocaba con éste en la banda de la secundaria, y con Jim "Soni" Sonefeld y se dieron a conocer como Hootie & the Blowfish.
De forma independiente lanzaron dos EP promocionales en casete en 1991 y 1992. En 1993 lograron editar 50,000 copias de un EP autofinanciado intitulado Kootchypop, cuyo nombre tomaron de la referencia hecha a los genitales femeninos por la coestrella Shirley Hemphill del show What's Happening. El álbum Cracked Rear View los sacó del anomimato, catapultándolos a la fama; fue un éxito instantáneo, llegando a ser el disco más vendido de 1995 y certificado platino dieciséis veces. A ello contribuyeron especialmente cuatro de sus hits: "Hold My Hand" (# 10 EE. UU.), "Let Her Cry" (# 9 EE. UU.), "Only Wanna Be With You" (# 6 EE. UU.) y "Time" (# 14 EE. UU.). En 1995 el grupo alcanzó un acuerdo extrajudicial con Bob Dylan por el uso no autorizado de letras del autor en la canción "Only Wanna Be With You" El quarterback Dan Marino, miembro del Salón de la Fama figuró en el videoclip de la canción "Only Wanna Be With You", junto con otros atletas.
La banda obtuvo el galardón en la categoría de "Mejor Artista Novel" en la Edición de los Premios Grammy de 1996. El grupo apareció en el programa televisivo MTV Unplugged en la víspera del lanzamiento de su segundo disco, Fairweather Johnson, en 1996. Aunque las ventas comenzaron favorablemente, amparadas por el éxito del sencillo "Old Man and Me" (# 13 EE. UU.) pronto comenzaron a descender, quedando la cifra en cuatro millones de ejemplares vendidos en los EE. UU.. Hasta la fecha, el grupo ha lanzado otros tres álbumes de estudio: Musical Chairs, Hootie & the Blowfish y Looking for Lucky.. También lanzaron un disco compilatorio de caras B y rarezas en 2000, nombrado Scattered, Smothered and Covered. El disco es nombrado así en tributo a Waffle House, una popular cadena de restaurantes nocturnos sureños. Específicamente el título hace referencia a un plato de picadillo con cebollas troceadas y queso derretido.
En 1995, Hootie & the Blowfish contribuyó al álbum tributo a Led Zeppelin Encomium, con la canción "Hey Hey What Can I Do" que fuera originalmente concebida como parte de la banda sonora de la serie Friends en 1995.
En 2008, Darius Rucker comenzó hacer álbumes de country. Él tiene dos álbumes en Capitol Records y cinco números uno en la lista de country de Billboard.

## Discografía

### Álbumes de estudio
| Año  | Álbum                 | Discográfica     | Posiciones en los Charts | Posiciones en los Charts | Posiciones en los Charts | Certificación de la RIAA |
| Año  | Álbum                 | Discográfica     | US                       | US Indie                 | UK                       | Certificación de la RIAA |
| ---- | --------------------- | ---------------- | ------------------------ | ------------------------ | ------------------------ | ------------------------ |
| 1994 | Cracked Rear View[A]  | Atlantic Records | 1                        |                          | 12                       | 16× Multi-Platino        |
| 1996 | Fairweather Johnson   | Atlantic Records | 1                        |                          | 9                        | 4× Multi-Platino         |
| 1998 | Musical Chairs        | Atlantic Records | 4                        |                          | 15                       | Platino                  |
| 2003 | Hootie & the Blowfish | Atlantic Records | 46                       |                          |                          |                          |
| 2005 | Looking for Lucky     | Vanguard         | 47                       | 4                        |                          |                          |

Notes
- A ^ Cracked Rear View fue certificado Diamante por la CRIA.

### Compilaciones
| Año  | Álbum                                        | Discográfica     | Posiciones en los Charts | Posiciones en los Charts |
| Año  | Álbum                                        | Discográfica     | US                       | US Indie                 |
| ---- | -------------------------------------------- | ---------------- | ------------------------ | ------------------------ |
| 2000 | Scattered, Smothered and Covered             | Atlantic Records |                          |                          |
| 2004 | The Best of Hootie & the Blowfish: 1993-2003 | Atlantic Records | 62                       |                          |
| 2006 | Live in Charleston                           | Vanguard         |                          | 47                       |

### Demos
- 1991 - Hootie and the Blowfish
- 1992 - Time (lanzamiento independiente)
- 1993 - Kootchypop (lanzamiento independiente)

### Sencillos
| Año                                                                     | Sencillo                 | Posiciones en los Charts | Posiciones en los Charts | Posiciones en los Charts | Posiciones en los Charts | Posiciones en los Charts | Álbum                                        |
| Año                                                                     | Sencillo                 | US Hot 100               | US Top 40                | US Main Rock             | US AC                    | US Adult                 | Álbum                                        |
| ----------------------------------------------------------------------- | ------------------------ | ------------------------ | ------------------------ | ------------------------ | ------------------------ | ------------------------ | -------------------------------------------- |
| 1994                                                                    | "Hold My Hand"           | 10                       | 2                        | 4                        | 6                        | —                        | Cracked Rear View                            |
| 1995                                                                    | "Let Her Cry"            | 9                        | 1                        | 9                        | 7                        | —                        | Cracked Rear View                            |
| 1995                                                                    | "Only Wanna Be with You" | 6                        | 1                        | 1                        | 3                        | 3                        | Cracked Rear View                            |
| 1995                                                                    | "Time"                   | 14                       | 12                       | 26                       | 4                        | 1                        | Cracked Rear View                            |
| 1995                                                                    | "Drowning"               | —                        | —                        | 21                       | —                        | —                        | Cracked Rear View                            |
| 1995                                                                    | "Hey Hey What Can I Do"  | —                        | —                        | 15                       | —                        | —                        | Encomium: a Tribute to Led Zeppelin          |
| 1996                                                                    | "Old Man & Me"           | 13                       | —                        | 6                        | 18                       | 4                        | Fairweather Johnson                          |
| 1996                                                                    | "Tucker's Town"          | 38                       | —                        | 29                       | 24                       | 12                       | Fairweather Johnson                          |
| 1996                                                                    | "Sad Caper"              | —                        | —                        | —                        | —                        | 26                       | Fairweather Johnson                          |
| 1997                                                                    | "I Go Blind"             | —                        | 17                       | —                        | 22                       | 3                        | Friends (soundtrack)                         |
| 1998                                                                    | 'I Will Wait"            | —                        | 16                       | —                        | 28                       | 1                        | Musical Chairs                               |
| 1999                                                                    | "Only Lonely"            | —                        | —                        | —                        | 29                       | 25                       | Musical Chairs                               |
| 2003                                                                    | "Innocence"              | —                        | —                        | —                        | 25                       | 24                       | Hootie & the Blowfish                        |
| 2003                                                                    | "Goodbye Girl"           | —                        | —                        | —                        | 24                       | —                        | The Best of Hootie & the Blowfish: 1993-2003 |
| 2005                                                                    | "One Love"               | —                        | —                        | —                        | 5                        | 20                       | Looking for Lucky                            |
| 2006                                                                    | "Get Out of My Mind"     | —                        | —                        | —                        | 17                       | 17                       | Looking for Lucky                            |
| "—" indica que no entró en ese chart, o que no fue lanzado en ese país. |                          |                          |                          |                          |                          |                          |                                              |

### Videos
- 1996 - Summer Camp with Trucks (VHS, DVD; concierto en vivo)
- 1997 - A Series of Short Trips (DVD; videoclips de sus dos primeros álbumes)
- 2006 - Live in Charleston (DVD; concierto en vivo)